# 冯建吴
冯建吴（1910年—1989年），字太虞，别字游，男，汉族，四川仁寿人，中国书法家、画家、美术教育家，曾任中国书法家协会理事。